# Marggräflich-Burgowisches Wochenblatt
Das Marggräflich-Burgowische Wochenblatt: von den merkwürdigsten Begebenheiten der Staaten, des Kriegs – der Friedensschlüssen – der Literatur – der Künsten und des Ackerbaus war eine Wochenzeitung, die in den Jahren 1771/72 in der schwäbischen Stadt Günzburg, der damaligen Residenzstadt der Markgrafschaft Burgau, erschien.